# Hamilton (Bermudy)
Hamilton – stolica brytyjskiego terytorium zamorskiego Bermudów, jedno z dwóch miast tego terytorium (drugie to St. George’s). Miasto położone jest w środkowej części głównej wyspy Wielka Bermuda, w parafii Pembroke. Współrzędne geograficzne: 32°18′N 64°47′W/32,300000 -64,783333. Ludność: 1,7 tys. (2007).
Początki miasta sięgają 1790, kiedy rząd Bermudów przeznaczył 145 akrów (587 tys. m²) pod budowę swojej przyszłej siedziby. Decyzję tę potwierdziła uchwała parlamentu z 1793. W 1815 stolica kolonii została przeniesiona z St. George’s do Hamiltonu. W 1897 powstała katedra anglikańska, podnosząc status miasta (od tej pory nazywane jest City of Hamilton zamiast wcześniejszego Town of Hamilton). Obecnie miasto stanowi siedzibę wielu firm, m.in. Accenture, Frontline, SeaDrill czy Vostok Nafta.
Miasto zostało nazwane na cześć Henry’ego Hamiltona, gubernatora Bermudów w latach 1778–1794.

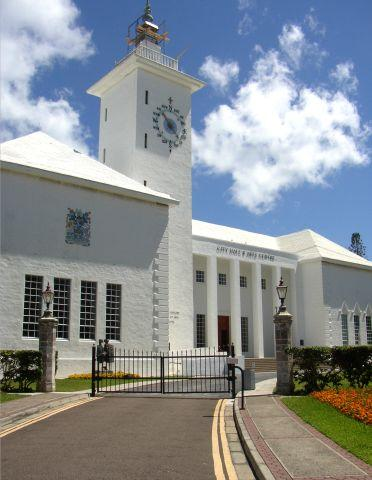
Ratusz w Hamiltonie
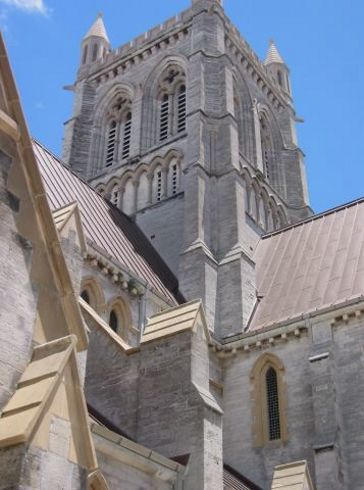
Katedra w Hamiltonie